# Сордільйос
Сордільйос (ісп. Sordillos) — муніципалітет в Іспанії, у складі автономної спільноти Кастилія-і-Леон, у провінції Бургос. Населення — 32 особи (2010).
Муніципалітет розташований на відстані близько 230 км на північ від Мадрида, 36 км на захід від Бургоса.
На території муніципалітету розташовані такі населені пункти: (дані про населення за 2010 рік)
- Маальйос: 11 осіб
- Сордільйос: 21 особа

## Демографія
Динаміка населення (INE ):